# Зелена черепаха
Зелена черепаха (Chelonia mydas) — велика морська черепаха родини Cheloniidae, єдиний представник свого роду (Chelonia). Її ареал включає тропічні та субтропічні моря світу, із двома окремими популяціями в Атлантичному і Тихому океанах. Колір черепахи, що дав їй назву, є результатом жиру, відкладеного під панциром, проте колір не обов'язково зелений, точніше оливково-зеленого забарвлення, але й часто темно-коричневого, з жовтуватими та білими плямами й смугами.
Цей вид зараз знаходиться під загрозою та занесений до списку видів під охороною як МСОП, так і СІТЕС, полювання та торгівля нею заборонені в більшості країн світу. Крім того, багато країн охороняють місця гніздування цієї черепахи на території своєї юрисдикції. Проте, вид залишається в небезпеці через полювання в деяких країнах, зокрема браконьєрське, перш за все через велику кулінарну цінність м'яса та яєць цієї тварини. Забруднення океанів також впливає на чисельність популяції. Крім того, багато черепах гинуть у результаті потрапляння до риболовних сіток, а інші не мають можливості для розмноження через скорочення зручних для цього територій.
За результатами дослідження вчених з Австралійського інституту річок при Університеті Гріффіта (Griffith University), окрім причин, безпосередньо пов’язаних з діяльністю людини, на зникнення зелених морських черепах впливають й менш очевидні, а саме нестача самців і токсини. Встановлено, що суттєвий статевий дисбаланс у родині зелених черепах можуть посилювати речовини, що забруднюють водойми, — про це йдеться в дослідження, опублікованому в журналі Frontiers in Marine Science. 

## Галерея

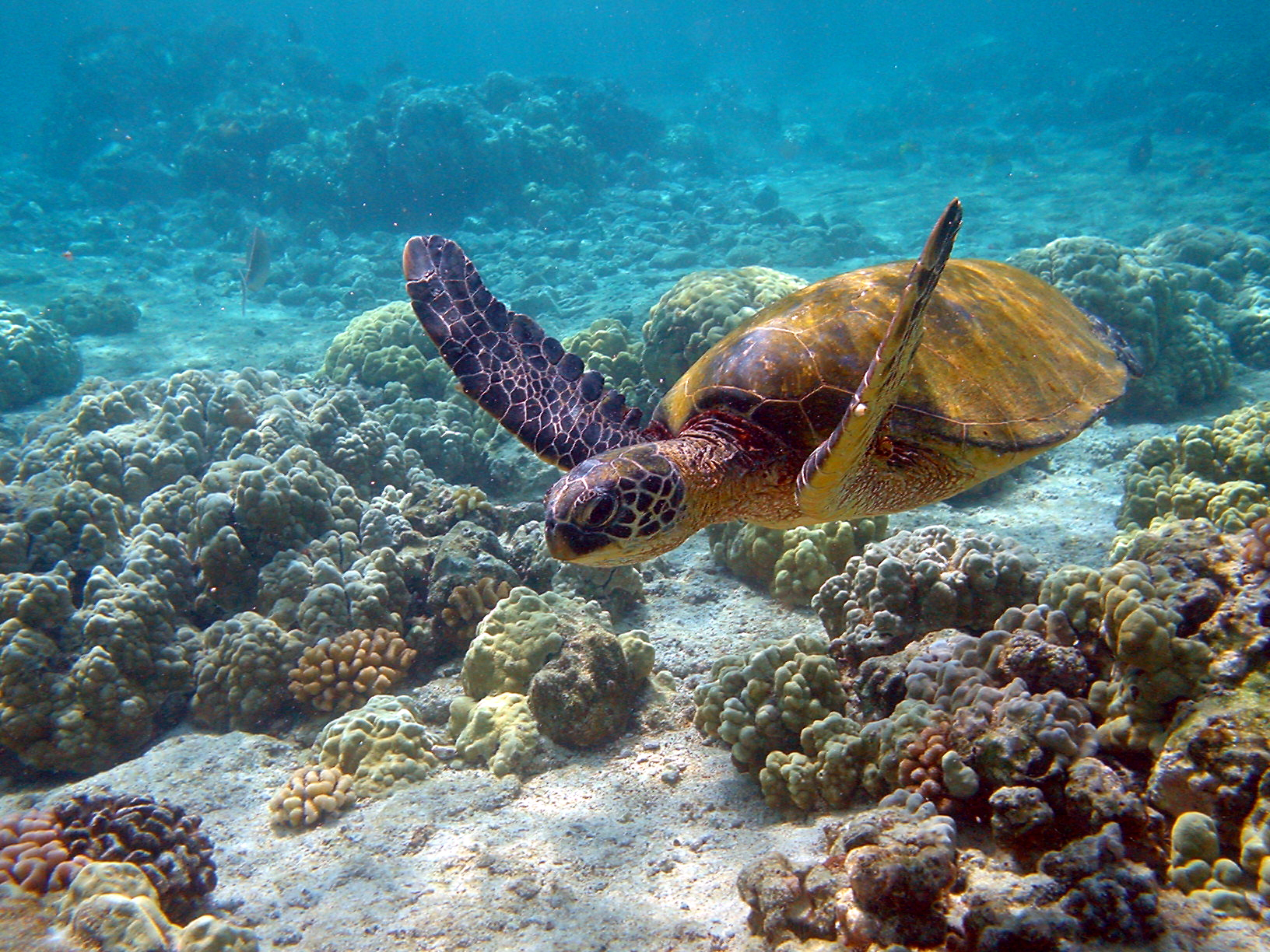
Зелена черепаха у морі поблизу островів Гаваї, США.
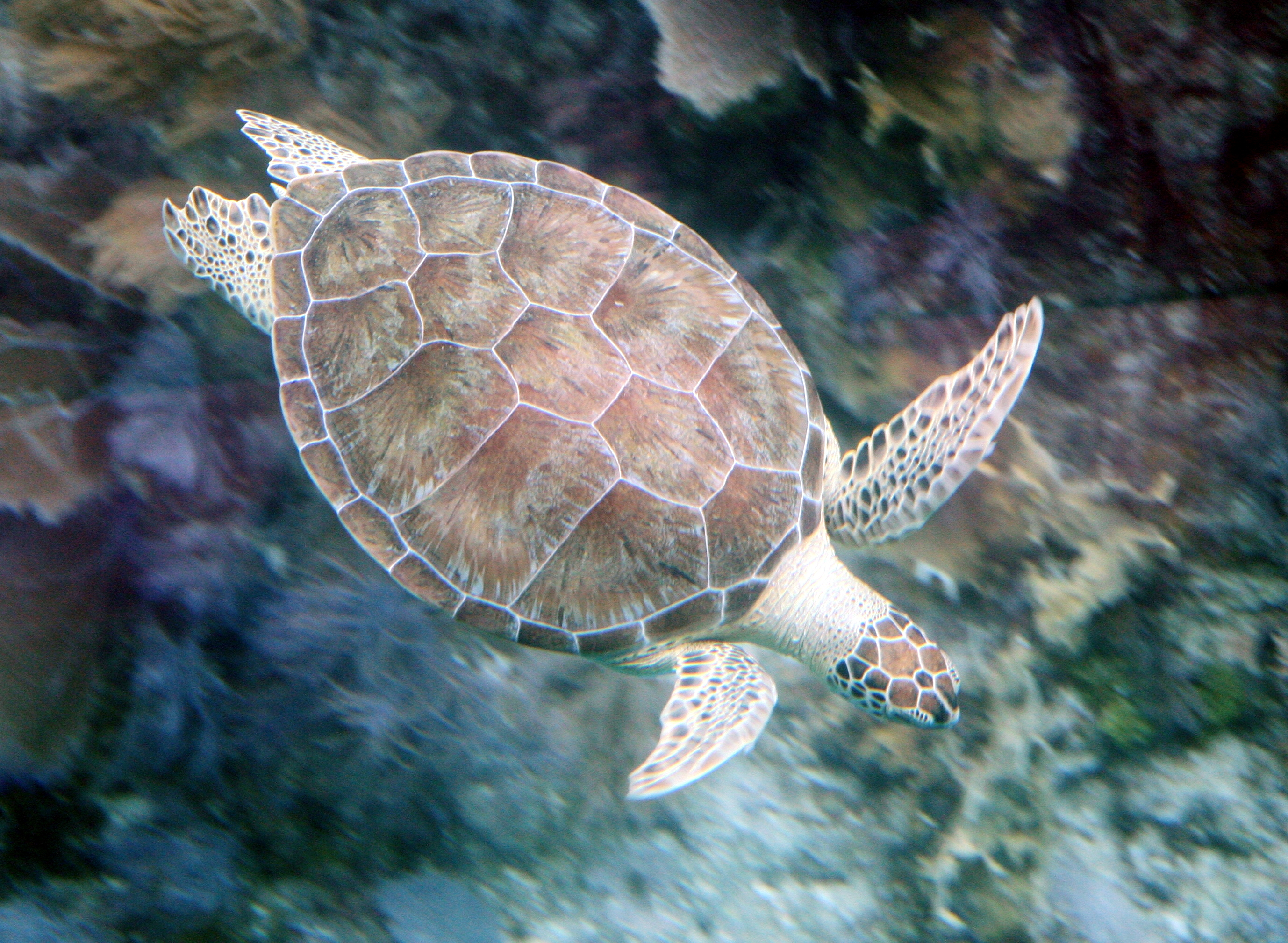
Зелена черепаха в морі національного парку Кораловий Риф Джона Пеннекампа (англ. John Pennekamp Coral Reef State Park), Key Largo
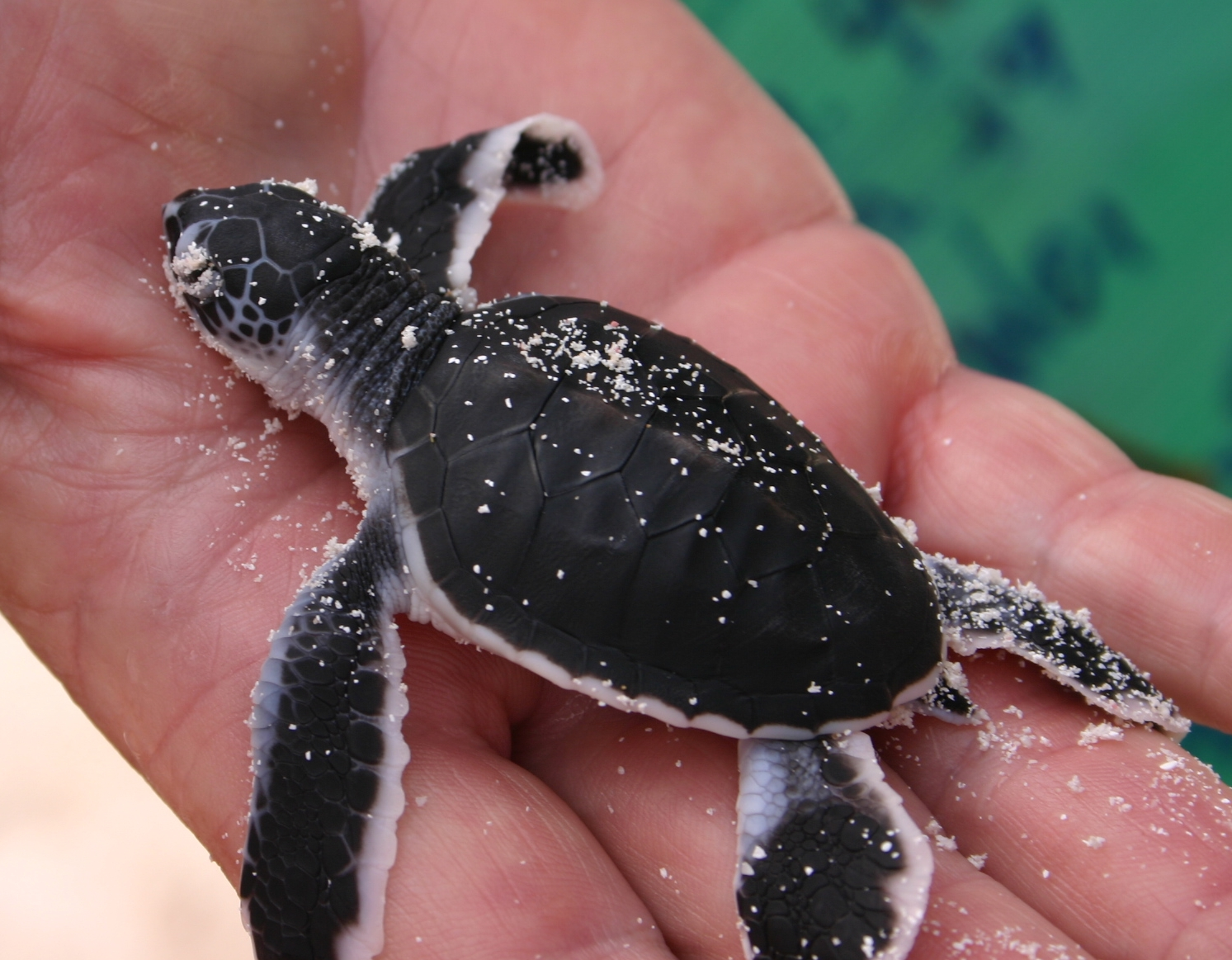
Дитинча зеленої черепахи
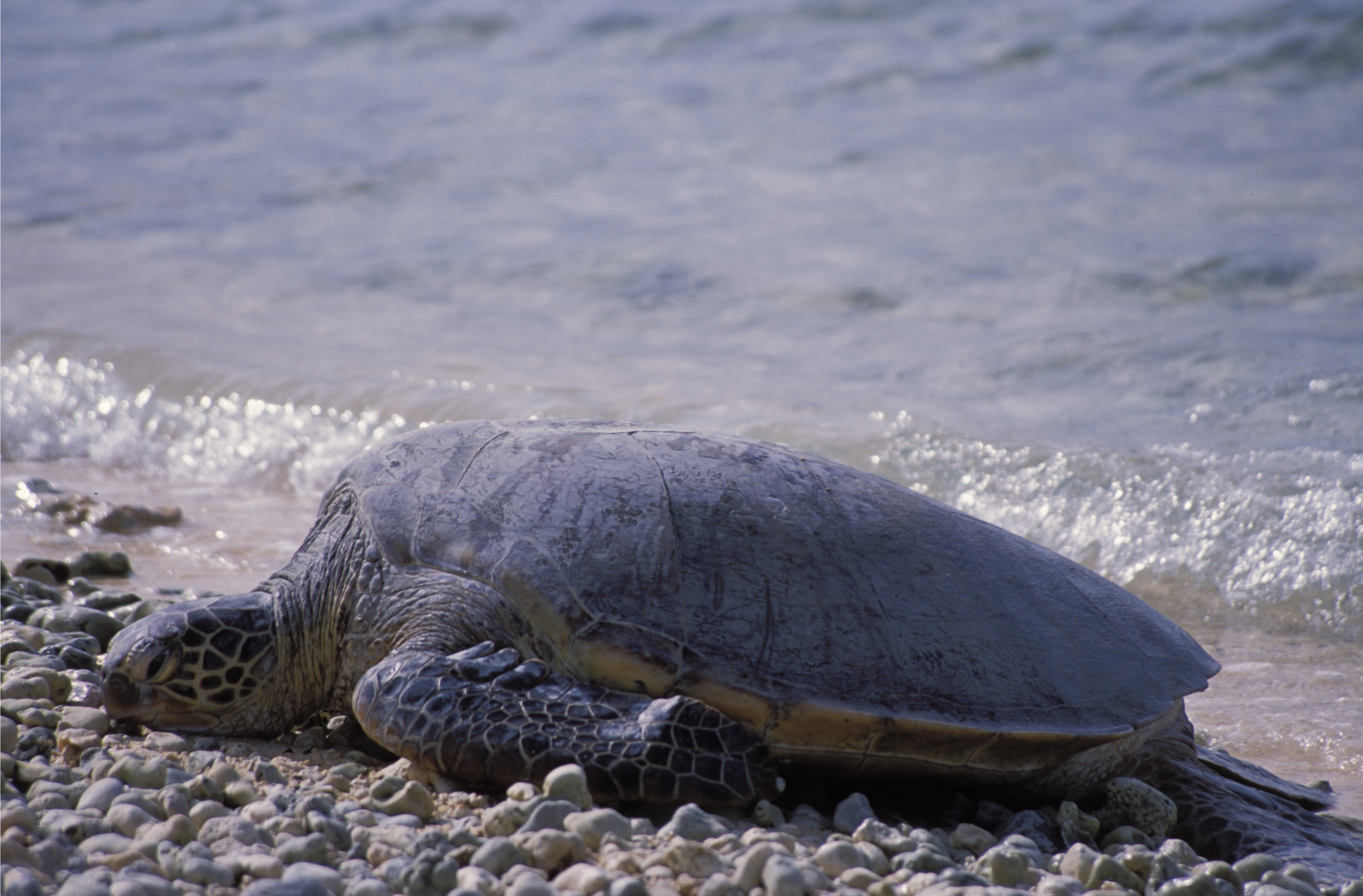
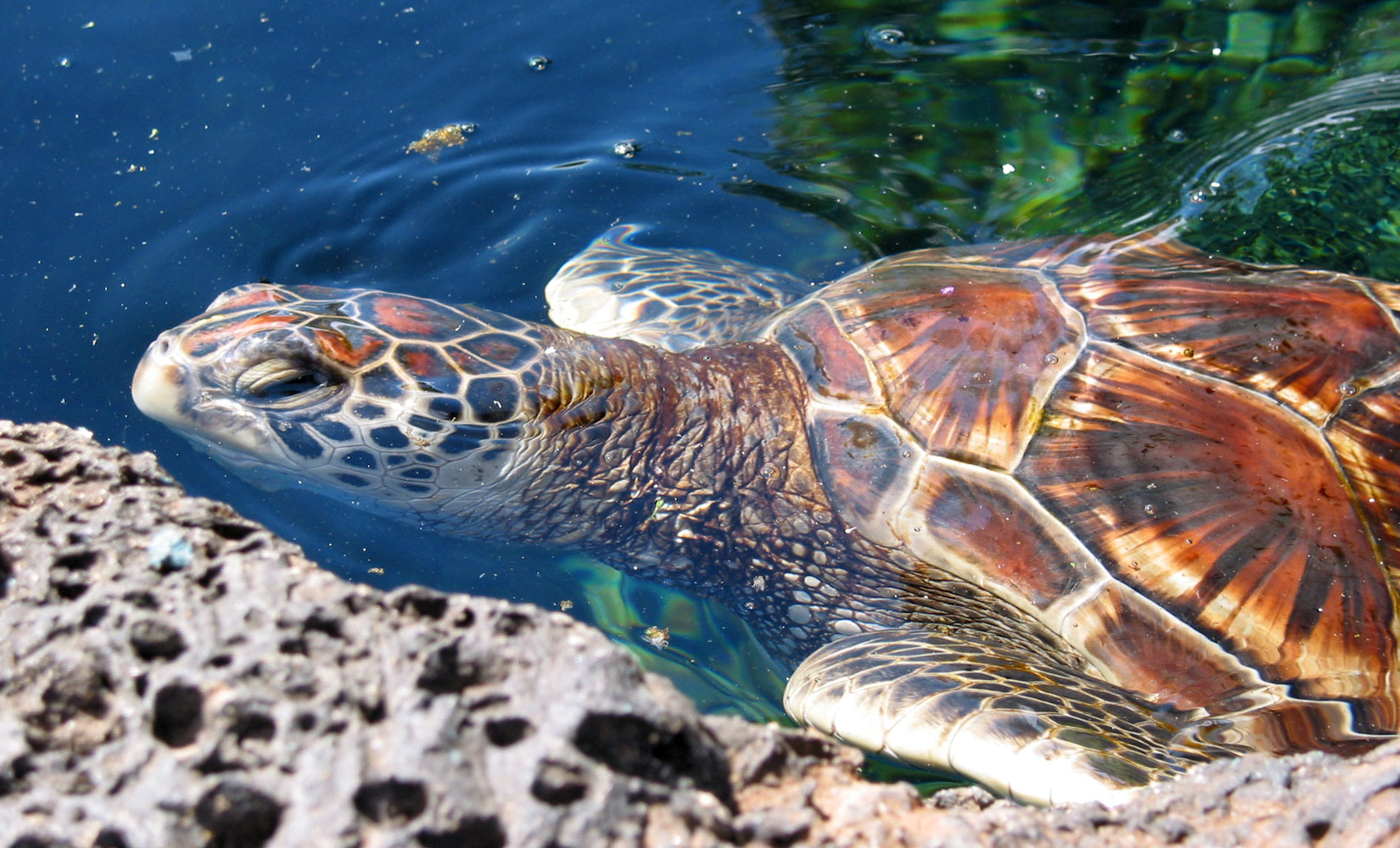
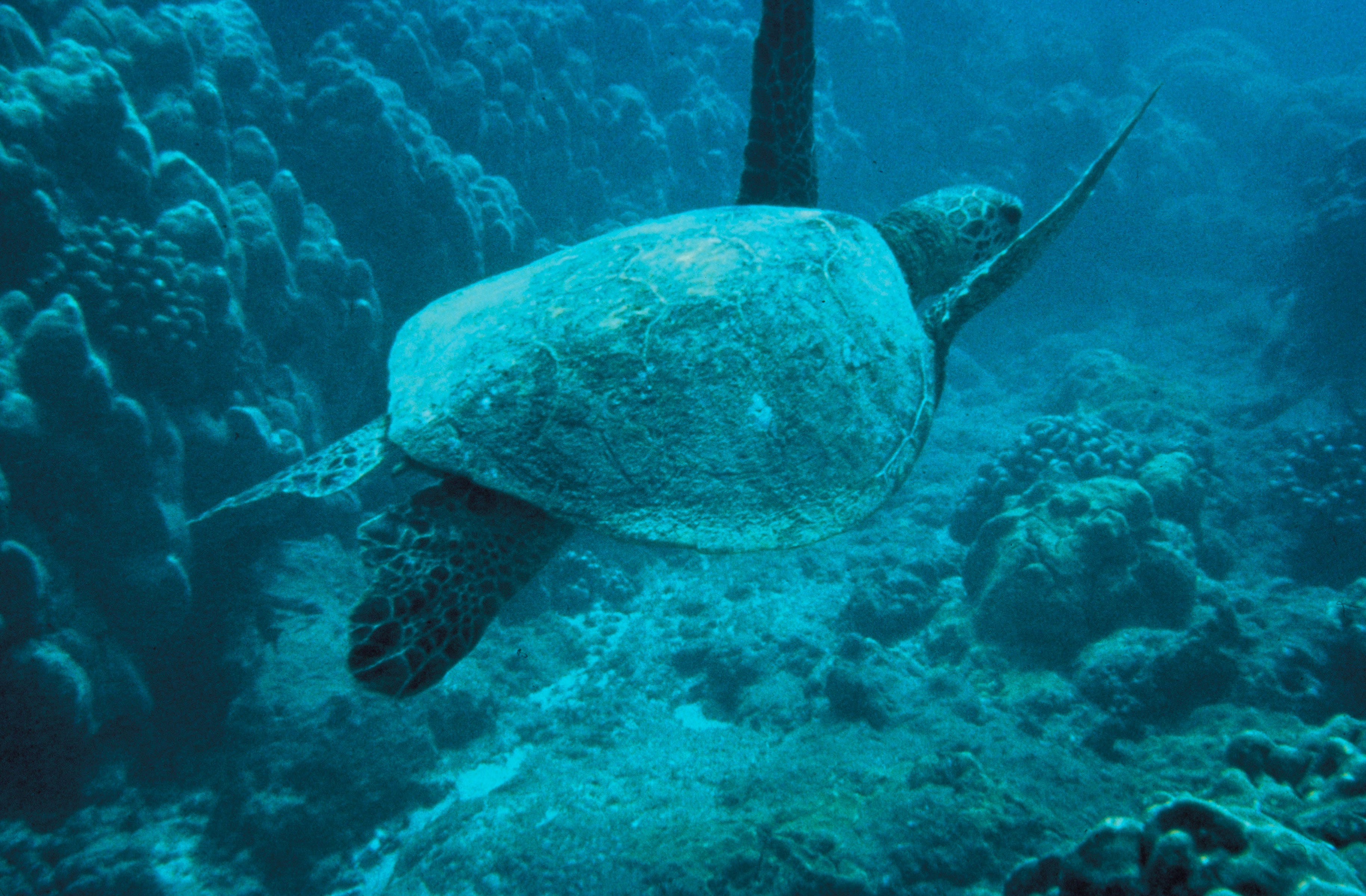
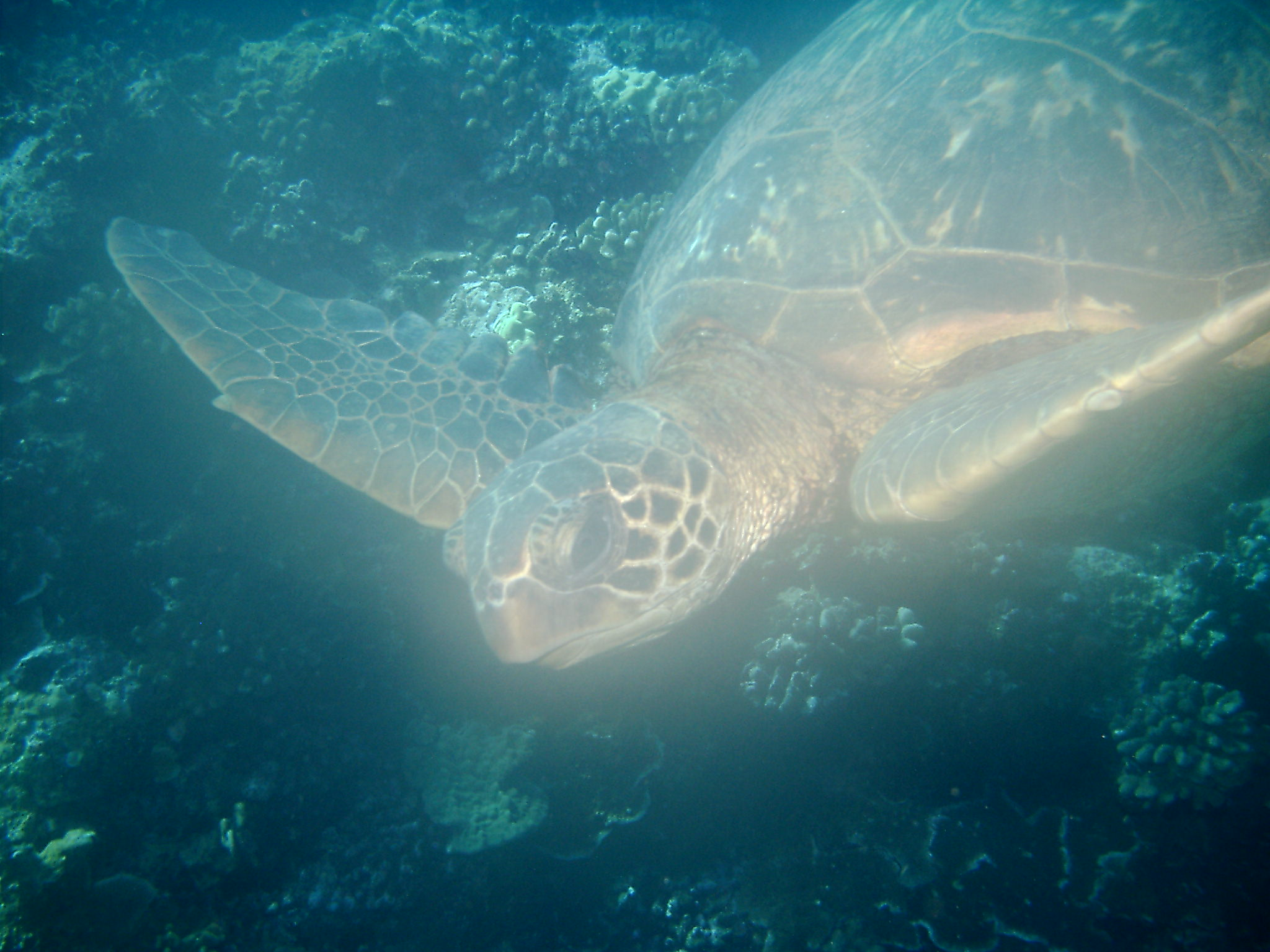
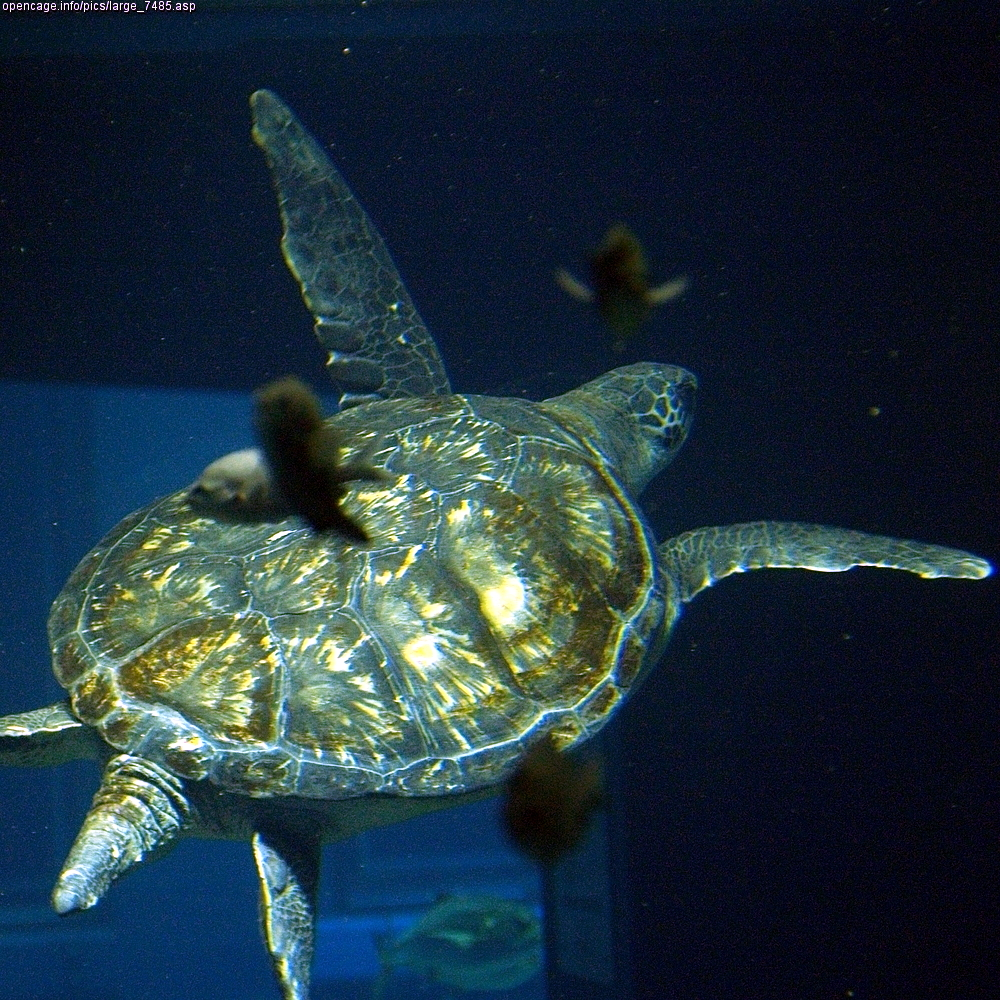
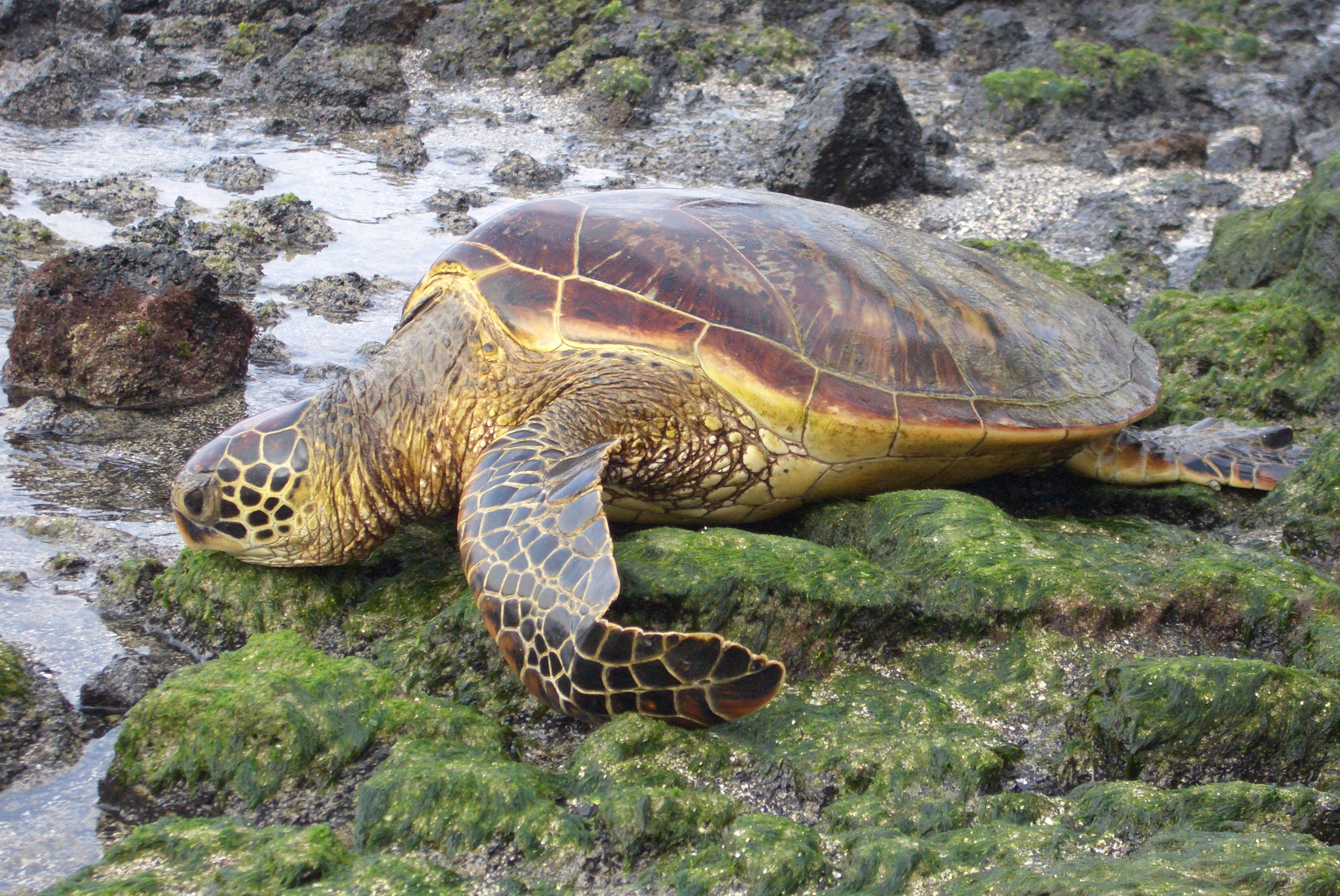
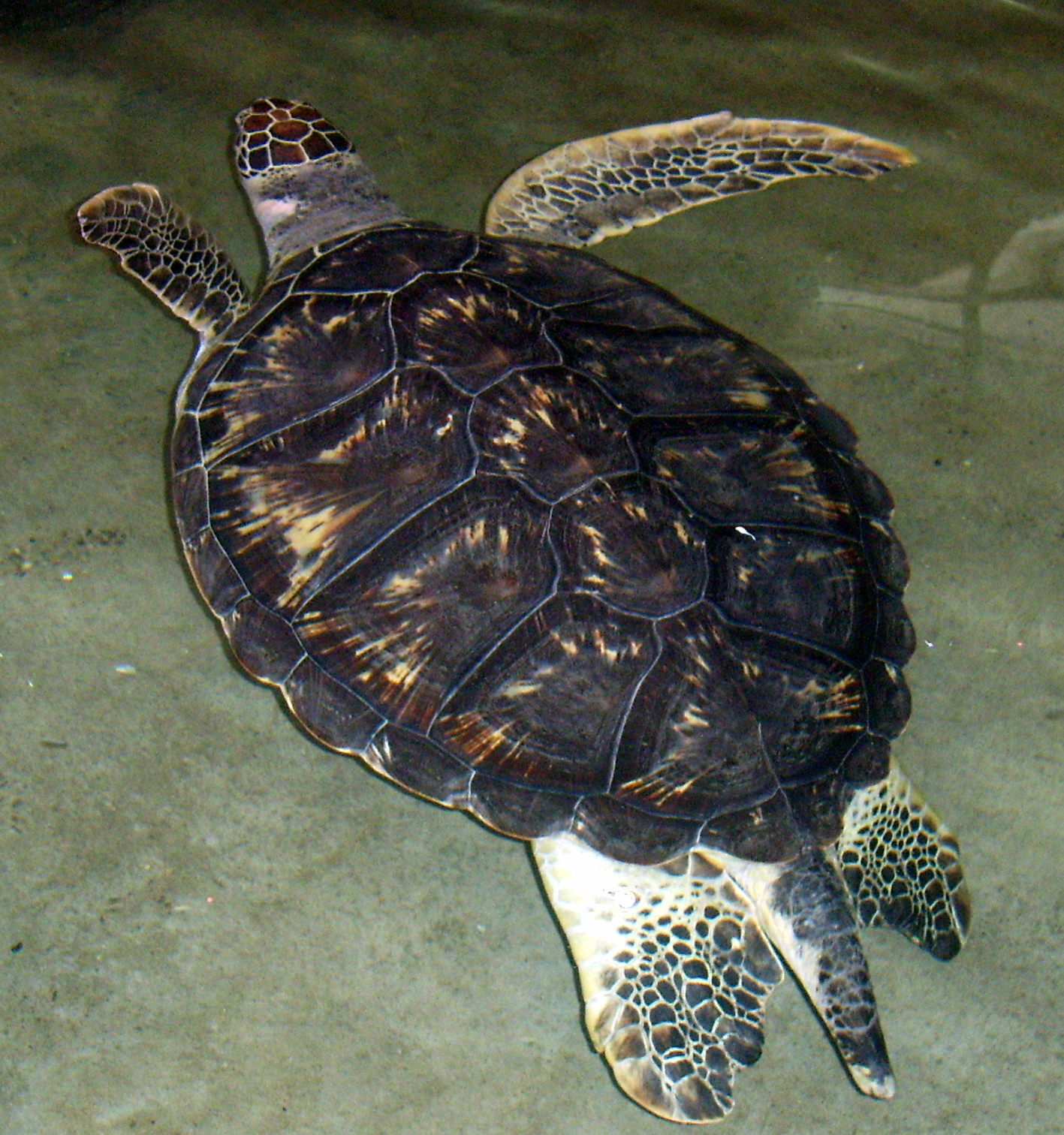
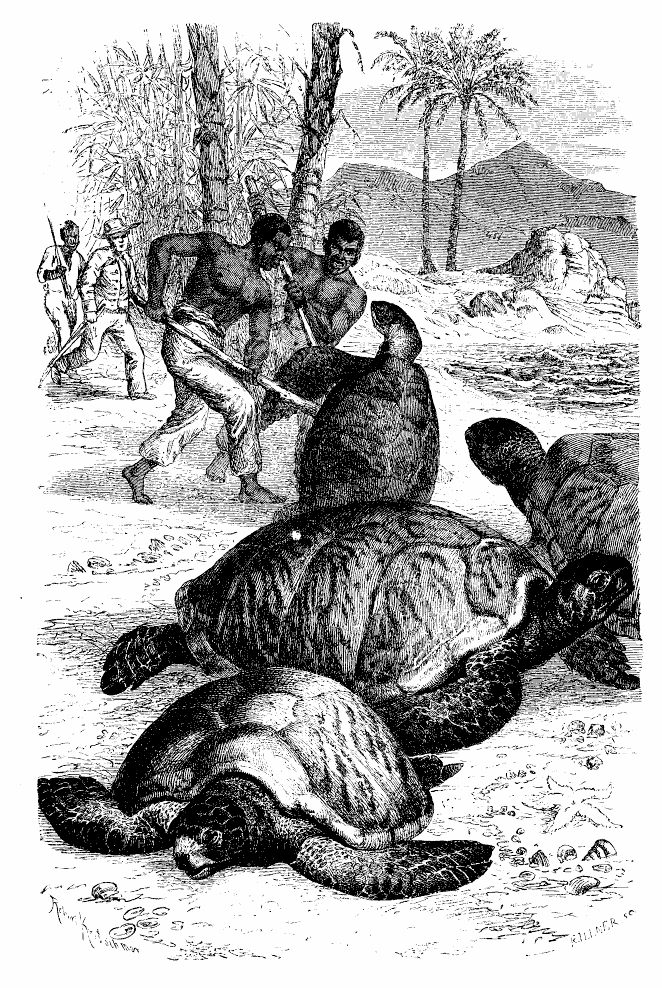
Полювання на черепах
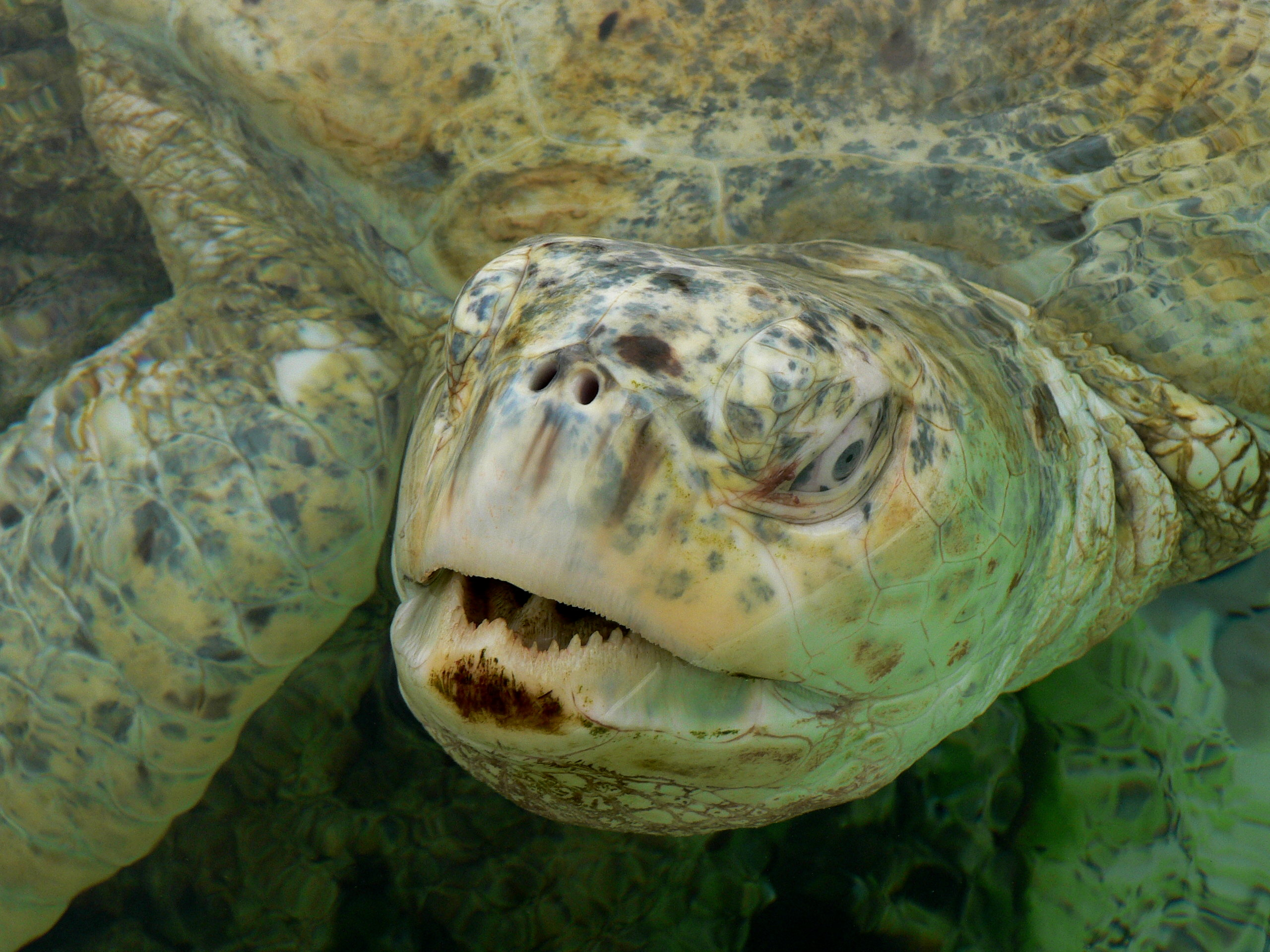
Альбінос
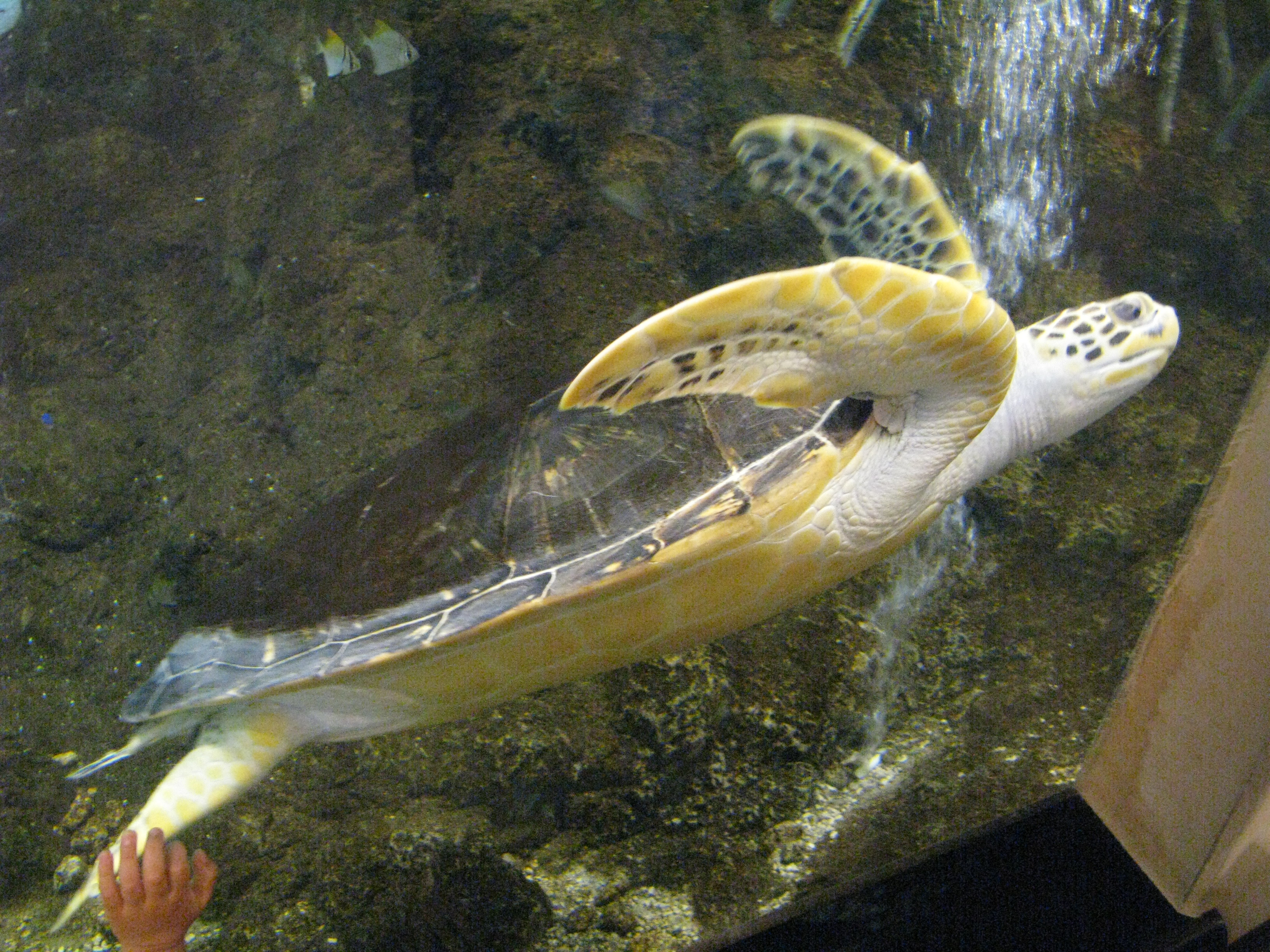
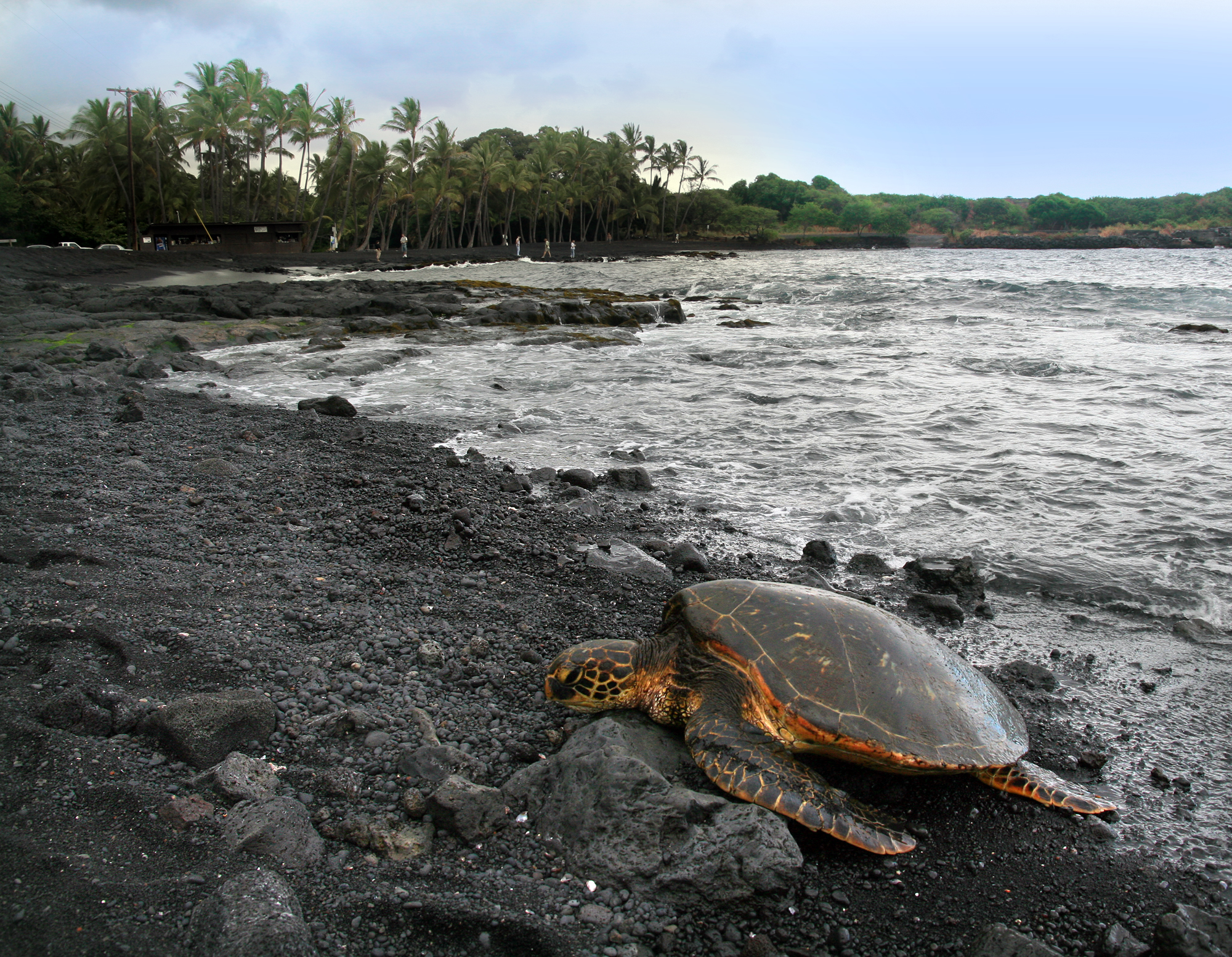
Зелена черепаха гріється на пляжі Пуналую[en], Гаваї, США.